# Monténégro au Concours Eurovision de la chanson 2012
Le Monténégro a participé au Concours Eurovision de la chanson 2012 et a sélectionné sa chanson et son artiste via une sélection interne, organisée par le diffuseur monténégrin RTCG.

## Contexte
Depuis sa première participation au Concours Eurovision de la chanson en 2007, le Monténégro n'a jamais réussi à se qualifier pour la finale, en prenant au mieux une 11e place lors des demi-finales de 2009. En raison de difficultés financières en novembre 2009, RTCG annonce que le Monténégro ne participera pas au concours 2010. Le 20 novembre 2011, le dirigeant de RTCG Branko Vojičić annonce que le Monténégro participera au concours 2012 et le confirme dix jours plus tard.

## Annonce
Le 12 décembre 2011, RTCG annonce que Rambo Amadeus va représenter le Monténégro à Bakou. La chanson est présentée, quant à elle, le 15 mars 2012.

## À l'Eurovision
Pendant le tirage au sort concernant la répartition des demi-finales du 25 janvier 2012, le Monténégro apprend que le pays présentera son numéro durant la première moitié de la première demi-finale du 22 mai. Le 20 mars 2012, le tirage pour l'ordre de passage des pays a lieu. En résultat de ce tirage, le Monténégro passe en première position de la première demi-finale.
C'est la troisième fois que le pays passe en première position lors de la première demi-finale. Les dernières fois étaient en 2008 et en 2009.
Le Monténégro obtient la 15e place avec 20 points venant de Saint-Marin et de l'Albanie. L'Albanie, qui vote uniquement avec le jury ce soir-là, donne ses 12 points au Monténégro tandis que les habitants et le jury de Saint-Marin donnent 8 points. Au niveau des résultats détaillés, le public donne 24 points et la 14e place tandis que les jurys donnent 28 points et la 16e place au Monténégro.

### Points accordés par le Monténégro
| 12 points | Albanie     |
| 10 points | Grèce       |
| 8 points  | Russie      |
| 7 points  | Roumanie    |
| 6 points  | Chypre      |
| 5 points  | Islande     |
| 4 points  | Saint-Marin |
| 3 points  | Moldavie    |
| 2 points  | Lettonie    |
| 1 point   | Irlande     |

| 12 points | Serbie             |
| 10 points | Albanie            |
| 8 points  | Macédoine          |
| 7 points  | Suède              |
| 6 points  | Bosnie-Herzégovine |
| 5 points  | Azerbaïdjan        |
| 4 points  | Russie             |
| 3 points  | Moldavie           |
| 2 points  | Italie             |
| 1 point   | Lituanie           |

### Points accordés au Monténégro
| 12 points | 10 points | 8 points      | 7 points | 6 points |
| --------- | --------- | ------------- | -------- | -------- |
| - Albanie |           | - Saint-Marin |          |          |
| 5 points  | 4 points  | 3 points      | 2 points | 1 point  |
|           |           |               |          |          |